# Double Jeu (émission de télévision)
Pour les articles homonymes, voir Double Jeu.
Double Jeu est une émission de télévision de talk-show animée par Thierry Ardisson sur Antenne 2 puis France 2 du 14 septembre 1991 au 2 janvier 1993. L'émission fut tournée aux Folies Bergère et en public.

## Concept
L'émission est constituée d'interviews en tête à tête avec l'animateur et de jeux (notamment avec des sosies de célébrités) ainsi que d'une séquence intitulée « Info ? Intox ? » portant sur des faits d'actualités peu communs.  Créée par Philippe Guérin, cette rubrique proposait aux candidats et aux invités de l’émission des reportages vrais ou faux, dont il fallait trouver s’il s’agissait d’infos réelles ou inventées. Très vite, l’expression est passée dans le langage commun et reprise dans la presse pour souligner le caractère original ou suspect d’une information.
Laurent Baffie, présent tout au long de l'émission en tant que faux cadreur, la ponctue de ses remarques et présente Ze Baffie Show, une séquence de caméras cachées et de micro-trottoirs.

## DVD
- Thierry Ardisson, Les Années Double Jeu, Arcades Vidéo, 2010 (ASIN B00443PSOM)